# Earl Williams
Earl Williams, detto Twirl (Levittown, 24 marzo 1951), è un ex cestista statunitense con cittadinanza israeliana, professionista nella NBA, in Svezia, Israele e Italia.

## Carriera
Venne selezionato dai Phoenix Suns al terzo giro del Draft NBA 1974 (49ª scelta assoluta).

## Palmarès
- Campionato israeliano: 4

Maccabi Tel Aviv: 1979-80, 1980-81, 1981-82, 1982-83
- Coppa di Israele: 4

Maccabi Tel Aviv: 1979-80, 1980-81, 1981-82, 1982-83
- Coppa dei Campioni: 1

Maccabi Tel Aviv: 1980-81
- Coppa Intercontinentale: 1

Maccabi Tel Aviv: 1980